# Convenzione-quadro per la protezione delle minoranze nazionali

Stati parte della convenzione in verde scuro, stati firmatari in verde chiaro, altri stati membri del Consiglio d'Europa in bianco

La Convenzione-quadro per la protezione delle minoranze nazionali  è una convenzione internazionale stabilita nel quadro del Consiglio d'Europa al fine di garantire la tutela delle minoranze. È in vigore a partire dal 1998.
La Commissione europea per la democrazia attraverso il diritto (nota come Commissione di Venezia) presentò al Consiglio d'Europa l'8 febbraio 1991 un progetto di Convenzione europea sulla protezione delle minoranze. A differenza di altri documenti internazionali in materia di diritti umani, la nozione di "minoranza" è discussa ed è chiaro che i cittadini stranieri immigrati (minoranze allogene) non sono inclusi nel quadro della presente Convenzione, che si applica solo alle minoranze autoctone.
Questo testo permette agli individui di determinare se appartengono a una minoranza. Anche un diritto collettivo delle minoranze è riconosciuto. Gli obblighi imposti agli Stati permettono una combinazione dei diritti collettivi e individuali.

## Contenuti
Si riportano alcuni degli articoli più rilevanti della Convenzione:
- Articolo 1 :

- Articolo 3:

- Articolo5:

1. Le Parti si impegnano a promuovere le condizioni adatte a permettere alle persone appartenenti a minoranze nazionali di conservare e sviluppare la loro cultura, nonché di preservare gli elementi essenziali della loro identità, cioè la loro religione, la loro lingua, le loro tradizioni ed il loro patrimonio culturale.
2. Senza pregiudizio delle misure prese nel quadro della loro politica generale d’integrazione, le Parti si astengono da ogni politica o pratica tendente ad una assimilazione contro la loro volontà delle persone appartenenti a delle minoranze nazionali e proteggono queste persone contro ogni azione diretta ad una tale assimilazione.»

## Limitazioni
Il testo della convenzione non va al di là degli strumenti internazionali come gli impegni per la protezione delle minoranze nazionali nelle convenzioni e nelle dichiarazioni delle Nazioni Unite e nei documenti della Conferenza sulla sicurezza e la cooperazione in Europa, in particolare il Documento di Copenaghen del 29 giugno 1990.
La priorità dello Stato, o della lingua di Stato, è regolarmente sottolineata:
- *Articolo 14:

- Articolo 21:

## Firme e ratifiche
Quasi tutti gli stati membri del Consiglio d'Europa (39 dei 47 Stati) hanno firmato e ratificato la convenzione-quadro.
Quattro stati hanno firmato ma non ancora ratificato: il Belgio, la Grecia, l'Islanda e il Lussemburgo. 
Quattro stati non hanno firmato: Andorra, la Francia, Monaco e la Turchia. 
Il Consiglio Economico e Sociale delle Nazioni Unite ha, nel 2008, "suggerito" e "consigliato" alla Francia di "considerare" la ratifica della Convenzione-quadro.
Nel 2011, nell'ambito della revisione periodica universale del Consiglio dei Diritti Umani delle Nazioni Unite, la Russia ha raccomandato al Belgio di ratificare questa convenzione. Il Belgio ha messo tale raccomandazione in sospeso.